# Ola Nilsson i Ranseröd
Ola Nilsson (i riksdagen kallad Nilsson i Ranseröd), född 11 februari 1837 i Emmislövs församling, Kristianstads län, död 10 februari 1920 i Stockholm, var en svensk godsägare och riksdagsman.
Ola Nilssons var lantbrukare i Ranseröd i Kristianstads län. Han var ledamot av riksdagens första kammare 1888-1906, invald i Kristianstads läns valkrets. 